# Robert Esmie
Robert Esmie, né le 5 juillet 1972 en Jamaïque, est un ancien athlète canadien qui s'est illustré en remportant un titre de champion olympique et deux titres de champion du monde dans l'épreuve du relais 4 × 100 mètres.

## Carrière
Natif de Jamaîque, Robert Esmie passe sa petite enfance à Sudbury, au Canada. 
En 1993, aux Championnats du monde de Stuttgart, il remporte la médaille de bronze du relais 4 × 100 mètres avec l'équipe du Canada composée de Glenroy Gilbert, Bruny Surin et Atlee Mahorn. L'année suivante, il décroche le titre des Jeux du Commonwealth de Victoria. En 1995, il se classe troisième de la finale du 60 mètres des Championnats du monde en salle de Barcelone, et remporte en août la finale du relais 4 × 100 m des Championnats du monde de Göteborg, associé à Donovan Bailey, Glenroy Gilbert et Bruny Surin. Avec le temps de 38 s 31, l'équipe canadienne devance l'Australie et l'Italie. L'année suivante, le Canada s'adjuge le titre du relais 4 × 100 m des Jeux olympiques de 1996 d'Atlanta (37 s 69), battant les États-Unis de près d'une demi-seconde. Robert Esmie est membre du relais victorieux, au même titre que Gilbert, Surin et Bailey, mais n'a pas participé aux séries (Carlton Chambers lui étant alors préféré). Considéré comme la meilleure équipe de relais au monde, le Canada obtient un nouveau titre mondial en 1997 lors des Championnats du monde d'Athènes. Esmie, Surin, Gilbert et Bailey devancent, avec le temps de 37 s 86, le Nigeria et le Royaume-Uni.

## Palmarès

### Jeux olympiques
- Jeux olympiques d'été de 1996 à Atlanta :
  -  Médaille d'or du 4 × 100 mètres

### Championnats du monde
- Championnats du monde d'athlétisme 1993 à Stuttgart :
  -  Médaille de bronze du relais 4 × 100 mètres
- Championnats du monde d'athlétisme 1995 à Göteborg :
  -  Médaille d'or du relais 4 × 100 mètres
- Championnats du monde d'athlétisme 1997 à Athènes :
  -  Médaille d'or du relais 4 × 100 mètres

### Championnats du monde en salle
- Championnats du monde en salle 1995 à Barcelone :
  -  Médaille de bronze du 60 mètres.

### Jeux du Commonwealth
- Jeux du Commonwealth 1994 à Victoria :
  -  Médaille d'or du relais 4 × 100 mètres